# Sinaloa de Leyva
Sinaloa de Leyva là thành phố ở bang Sinaloa, México.
Sinaloa de Leyva là quận lỵ của Sinaloa, bang Mexico Sinaloa. Nó là một thị xã nằm trên bờ của Sinaloa Rio, còn được gọi là Petatlán. Tên cũ của khu vực định cư này đã là Villa de San Felipe y Santiago de Sinaloa, sau đó được đổi bằng cách chính thức Sinaloa de Leyva để vinh danh Gabriel Leyva Solano, vị thánh tử đạo đầu tiên của Cách mạng Mexico, Cha Gabriel Leyva Velazquez, thống đốc của tiểu bang.
Thị xã được thành lập vào ngày 30 tháng 4 năm 1583 với tên gọi Villa de San Felipe và Santiago de Sinaloa, đặt tên bởi Don Pedro de Montoya năm 1585.
Năm 1591, linh mục dòng Tên người truyền giáo đến Gonzalo de Tapia và Martin Perez.
Năm 1635, các linh mục dòng Tên xây dựng nhà thờ đầu tiên trong làng. Họ cho xây dựng các trường đại học Dòng Tên, được một văn hóa và tôn giáo trong khu vực trung tâm.